# Lou Barletta

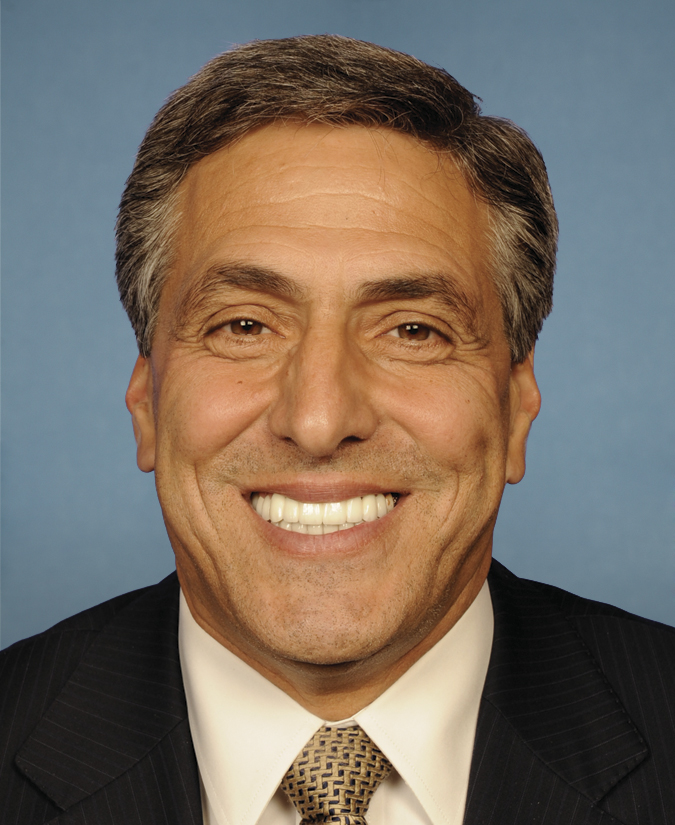
Lou Barletta (2011)

Louis „Lou“ John Barletta (* 28. Januar 1956 in Hazleton, Luzerne County, Pennsylvania) ist ein US-amerikanischer Politiker der Republikanischen Partei. Von 2011 an vertrat er den 11. Kongresswahlbezirk des Bundesstaats Pennsylvania im US-Repräsentantenhaus. Er unterlag 2018 bei der Senatswahl und schied im Januar 2019 aus dem Kongress aus.

## Werdegang
Lou Barletta besuchte bis 1974 die Hazleton High School und studierte danach an der Bloomsburg University. Zwischenzeitlich war er auch als Baseballspieler aktiv, aber wenig erfolgreich. Dann arbeitete er im familieneigenen Unternehmen mit, das im Baugewerbe und Heizölgeschäft operierte. Im Jahr 1984 gründete er eine Firma, die sich auf Fahrbahnmarkierungen spezialisierte. Diese erfolgreiche Firma behielt er bis zum Jahr 2000.
Mit seiner Frau hat er vier Töchter.

## Politik
Von 1998 bis 2000 war er Gemeinderat in Hazleton; von 2000 bis 2010 amtierte er als Bürgermeister dieses Ortes. In den Jahren 2002 und 2008 kandidierte er jeweils noch erfolglos für den Kongress.
Bei der Wahl 2010 wurde Barletta im elften Kongresswahlbezirk Pennsylvanias in das US-Repräsentantenhaus in Washington, D.C. gewählt, wo er am 3. Januar 2011 die Nachfolge des ihm zuvor unterlegenen Demokraten Paul E. Kanjorski antrat. Er war Mitglied im Ausschuss für Bildung und Arbeit, im Ausschuss für Heimatschutz und im Ausschuss für Transport und Infrastruktur sowie in sieben Unterausschüssen. 
Barletta wurde stets wiedergewählt, zuletzt 2016. 2018 entschied er sich, nicht wieder für seinen bisherigen Sitz anzutreten, sondern bei der Wahl zum Senat der Vereinigten Staaten für die Republikaner gegen den demokratischen Mandatsinhaber Bob Casey zu kandidieren. Er unterlag mit 43 zu 56 Prozent der Stimmen. Barletta schied am 3. Januar 2019 aus dem Kongress aus.